# Flottille 32F
La flottille 32F est une flottille de l'aviation navale française créée le 1er janvier 1958, mise en sommeil le 27 juin 2016 et réactivé le 29 juin 2023. Spécialisée dans le sauvetage en mer et la lutte anti-sous-marine, elle fut également déployée en opérations extérieures en tant qu'unité de transport.

## Historique

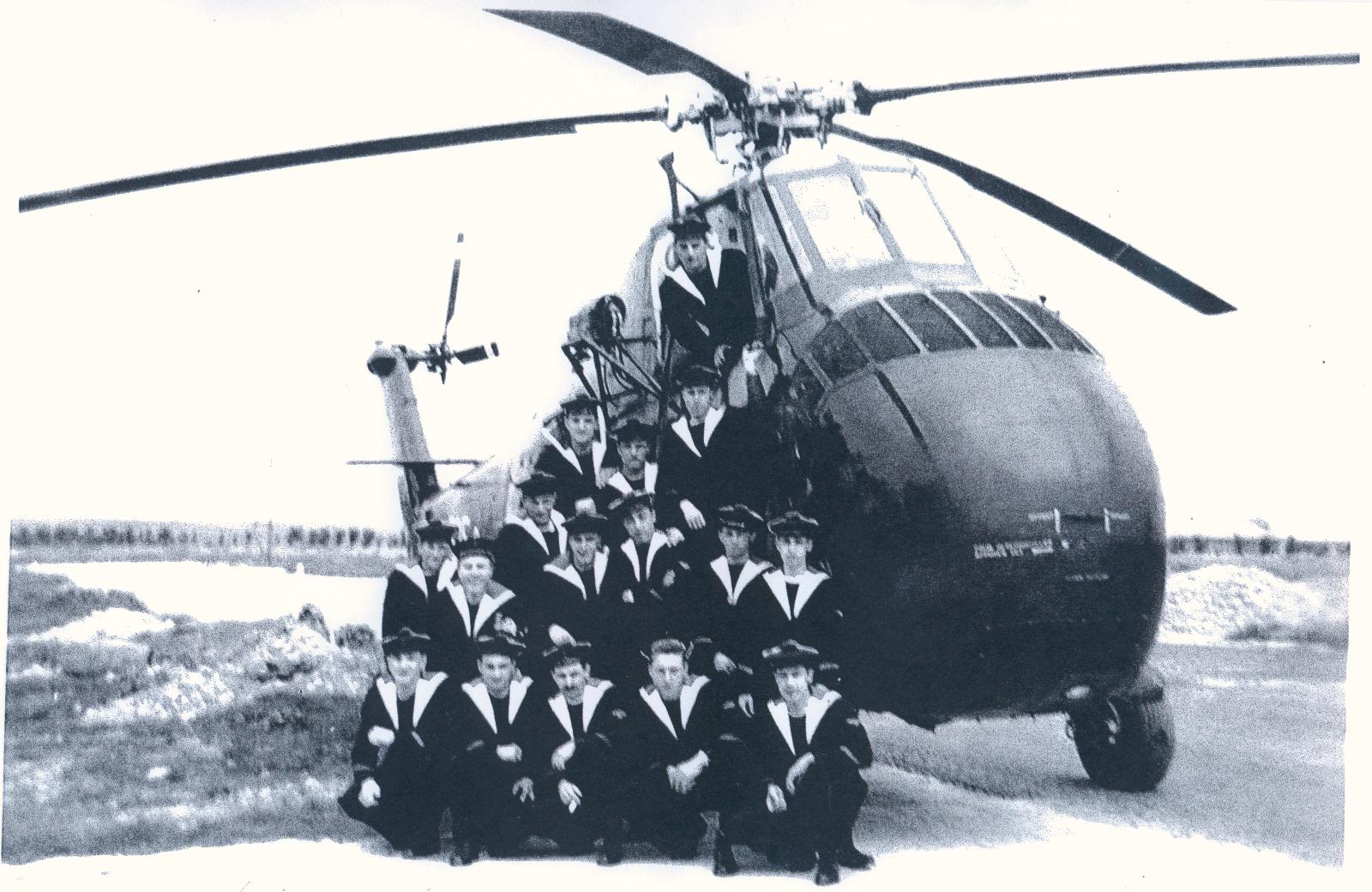
Des matelots devant un Sikorsky S-58 lors de l'inauguration de la flottille à la BAN Lartigue (mars 1958)

### Guerre d'Algérie
En décembre 1957, un premier détachement fut envoyé en Algérie française, composé de cinq matelots BE Aéronautique dont Pierre Erhet, Alphonse Martinez, et les matelots Leruyet et Legris qui effectuèrent leur formation sur Sikorsky S-58 à la base aérienne 141 Oran la Sénia pour préparer la venue de l'équipage basé à la BAN Fréjus Saint-Raphaël.
Dès que les 8 Sikorsky S-58, transportés à Oran sur le porte-avions Bois-Belleau, furent livrés toute la flottille, sous le commandement du Commandant Michel, des officiers Salmon et Ghesquière, rejoignit la BAN Lartigue en février 1958.

### Lutte anti-sous-marine et SAR
Après la fin de la guerre d'Algérie, la flottille quitte la base de Lartigue pour la BAN de Saint-Mandrier. La surveillance de l'Atlantique est dès-lors la nouvelle priorité, et la 32F rejoint Lanvéoc-Poulmic deux ans plus tard en 1964.
Destinée à la lutte anti-sous-marine au large de la Bretagne pour assurer la protection du goulet de Brest, la flottille se consacre également au sauvetage en mer à partir de la fin des années 1970. C'est un hélicoptère de la 32F qui évacue l'équipage de l'Amoco Cadiz lors du naufrage du pétrolier en 1978 au large du Finistère,. Le 12 décembre 1999, c'est à nouveau un Super-Frelon de la 32F qui évacue les marins de l'Erika, alors que le pétrolier est en train de se briser au large de la Bretagne.
La flottille embarque également sur les porte-avions Clemenceau et Foch, ainsi que sur le bâtiment-école Jeanne d'Arc pour participer à la mission éponyme.

### Opérations extérieures

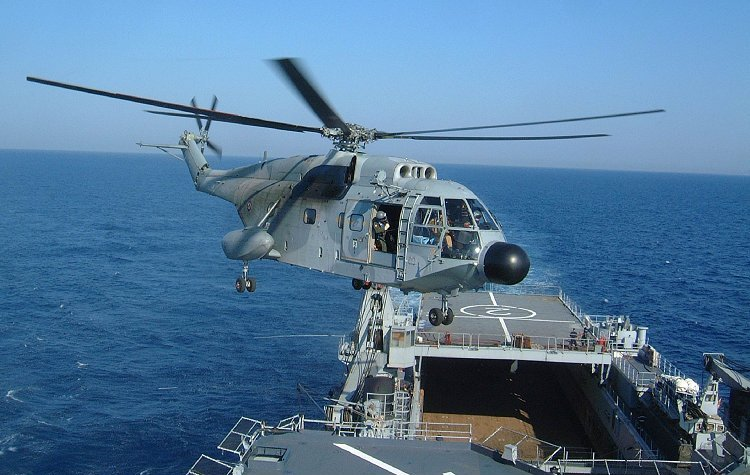
Appontage d'un Super-Frelon de la 32F sur le TCD Ouragan en 2003.

Devenue unité de transport opérationnelle, la 32F est déployée pour la première fois à l'étranger en 1982 avec la force multinationale de sécurité à Beyrouth. La flottille retourne au Liban en 2006 pour évacuer les ressortissants français lors du conflit israélo-libanais de 2006. C'est notamment un hélicoptère de l'unité qui transporte le Premier ministre français de l'époque Dominique de Villepin jusqu'à Beyrouth, alors que la capitale libanaise est soumise à des bombardements israéliens.
En parallèle des opérations extérieures, la flottille conserve ses missions de sauvetage en mer, et se voit renforcée de quatre Dauphin 365N, basés respectivement à Hyéres, La Rochelle, Le Touquet et Cherbourg depuis septembre 1997. Au 1er juin 2001, le regroupement des appareils de même type au sein des mêmes flottilles voit les Dauphin réintégrer la flottille 35F, tandis que les Super-Frelon de la 35F rejoignent la 32F. Un Super-Frelon reste en détachement sur la BAN Hyères afin d'assurer les missions de sauvetage en mer en Méditerranéenne.
En décembre 2006, la 32F fait partie du premier détachement d'hélicoptère français déployé en Afghanistan. En août 2008, les appareils de la 32F participent aux opérations de soutien et d'évacuation des forces françaises après l'embuscade d'Uzbin.

### SAR et dissolution
La flottille fait face à un défi avec le vieillissement des Super-Frelon, dont le remplacement se fait attendre en raison du retard du NH90. En 2008, sur les sept appareils de l'unité, seuls trois sont opérationnels, les autres nécessitant des opérations de maintenance lourdes malgré des pièces de rechange rares. Pour pallier le manque de disponibilité des Super-Frelons, la Marine prévoit la location d'hélicoptères pour permettre à la 32F d'assurer ses missions. Ainsi, la flottille a un temps reçu le renfort d'un Caracal de l'Armée de l'air,,,.
Le 22 avril 2010, elle reçoit le premier des deux EC225 de sécurité maritime prévus pour remplacer les Super Frelon, basés à Lanvéoc-Poulmic. Le second est arrivé le 23 juillet, et permet à la flottille de mettre en œuvre un appareil depuis Lanvéoc et un deuxième depuis le détachement de Cherbourg. La flottille retrouve pleinement son rôle de sauvetage en mer, de lutte anti-sous-marine, et également de contre-terrorisme maritime. Pour cela, la flottille maintient une alerte qui doit permettre à son appareil SAR d'intervenir en une heure de jour et en deux heures la nuit.
Au 23 mai 2016, avec plus de 150 000 heures de vol, elle a réalisé 3 213 missions de sauvetage permettant de secourir 2 202 personnes.
Elle est dissoute le 27 juin 2016, sa mission est reprise par la flottille 33F.

### Réactivation
La flottille 32F est réactivée le 29 juin 2023 à Lanvéoc-Poulmic, équipée alors de trois H160 de location, faisant partie de la « flotte intérimaire ». Il est prévu que ce nombre augmente pour atteindre six machines. Elle récupère ainsi, à partir de juillet 2023, les missions SAR confiées à la flottille 33F lors de la dissolution de la 32F en 2016, la Marine considérant que les missions de sauvetage en mer ne nécessitent pas les équipements de détection et de guerre électronique du Caïman Marine. Ces missions sont assurées depuis les détachements de Lanvéoc-Poulmic, Cherbourg et Hyères. Le sixième H160FI est annoncé livré le 29 février 2024.
Il est prévu à cette date qu'elle soit équipée de H160M Guépard à partir de 2029.

## Commandants
| Commandant                        | Date de prise de poste |
| --------------------------------- | ---------------------- |
| LV Michel Pierre                  | 1er janvier 1958       |
| LV Georges Quinio                 | 7 mars 1959            |
| LV Daniel Debaecker               | 8 mars 1961            |
| LV Jean Pierrès                   | 22 septembre 1962      |
| LV Pierre Brachet                 | 25 juin 1964           |
| LV Jean Gourmelon                 | 1er février 1966       |
| CC Alain Crenn                    | 24 juin 1968           |
| CC Emile Sassolas                 | 30 juin 1970           |
| CC François Lavaine               | 30 juin 1972           |
| CC Alain Rouland                  | 19 avril 1974          |
| CC Noël Girard                    | 27 janvier 1976        |
| CC Pierre Brun de Saint-Hippolyte | 27 septembre 1977      |
| CC Jacques Aragon                 | 21 juin 1979           |
| CC Hervé Palud                    | 19 juin 1981           |
| CC Vincent de Rocca-Serra         | 23 mars 1983           |
| CC Daniel Denis                   | 24 juin 1985           |
| CC Jacques Febvre                 | 4 juin 1987            |
| CC Gérard Floc'h                  | 20 juin 1989           |
| CC Didier Gombert                 | 27 juin 1991           |
| CC Christian Bon                  | 16 septembre 1993      |
| CC Benoit Meyruey                 | 10 septembre 1996      |
| CC Hervé Millequant               | 18 juin 1998           |
| CC Arnaud Kurzenne                | 22 juin 2000           |
| CC Marc Bonotaux                  | 21 juin 2002           |
| CC Ludovic Guilhem-Ducléon        | 21 juin 2004           |
| CC Marc Gander                    | 19 juin 2006           |
| CC Olivier Hastings               | 13 juin 2008           |
| CF Stanislas-Xavier Azzis         | 30 juillet 2010        |
| CC François Chaput                | 22 juin 2015           |
|                                   |                        |
| CC Sébastien Bayet                | 29 juin 2023           |

## Insigne et devise

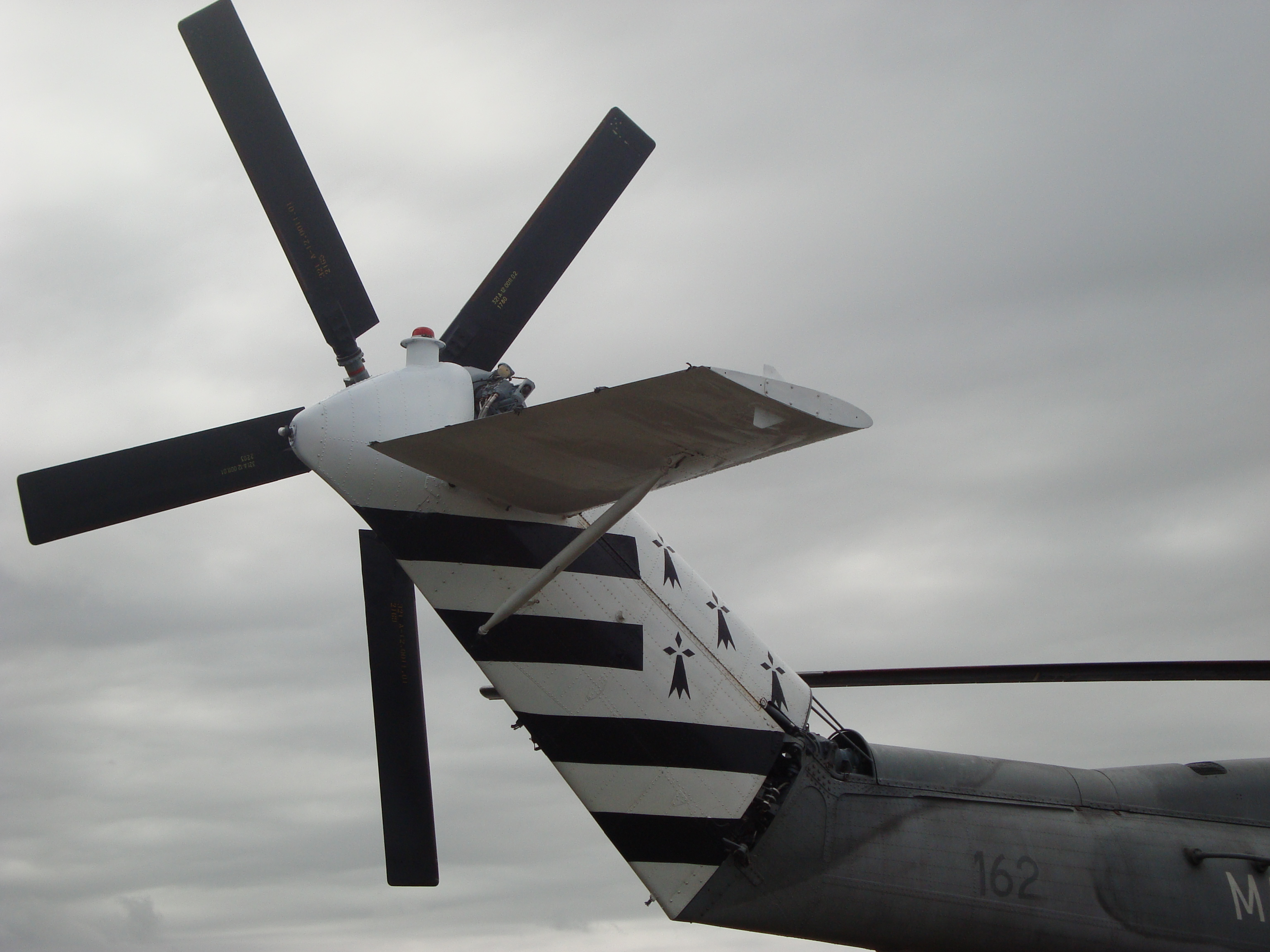
Rotor anti-couple d'un Super-Frelon de la 32F, décoré aux couleurs du drapeau de la Bretagne.

La flottille 32F a une devise en langue bretonne : « Evit ma vevo ar re all » (« Pour que les autres vivent »),.
L'insigne de la flottille représente un aigle se tenant sur la cime d'une montagne, ailes déployées.